# نرکین هاند
نرکین هاند (به ارمنی: Ներքին Հանդ) شهری در ارمنستان است که در استان سیونیک واقع شده‌است. نرکین هاند در ۳۵ کیلومتری جنوب شرق کاپان، مرکز استان سیونیک واقع شده‌است.

## خصوصیات
نرکین هاند ۹٫۶۴ کیلومترمربع مساحت و ۹۷ نفر جمعیت دارد و در ارتفاع ۹۰۰ متر بالاتر از سطح دریا قرار گرفته‌است.